# Maria Idalina de Oliveira Valente
Maria Idalina de Oliveira Valente (* 31. August 1959 in Porto Amboim, Provinz Cuanza Sul) ist eine angolanische Politikerin der Volksbewegung zur Befreiung Angolas MPLA (Movimento Popular de Libertação de Angola), die unter anderem zwischen 2008 und 2012 Handelsministerin war.

## Leben
Maria Idalina de Oliveira Valente begann nach dem Schulbesuch ein Studium der Wirtschaftswissenschaften an der Universidade Agostinho Neto (UAN), das sie mit einem Lizenziat (Licenciatura em Economia) beendete. Sie absolvierte zudem an der UAN ein postgraduales Studium im Fach Makroökonomiepolitik. Sie begann ihr politisches Engagement von 1980 bis 1986 in der Zentralen Führung der Juventude do Movimento Popular de Libertação de Angola JMPLA, der Jugendorganisation der Volksbewegung zur Befreiung Angolas MPLA (Movimento Popular de Libertação de Angola), und war dort zwischen 1983 und 1986 Leiter der Abteilung Studentenvereinigungen und Hochschulbildung. 1989 wurde sie Direktor des technischen Bereichs des regionalen Planungsbüros Süd, das für die Provinzen Huíla, Namibe, Cunene und Cuando Cubango zuständig ist.
Bei den Wahlen zur Nationalversammlung Angolas 1992 wurde Maria Valente für die MPLA erstmals zum Mitglied der Nationalversammlung (Assembleia Nacional) gewählt und gehörte dieser bis 1996 an. Während ihrer Parlamentszugehörigkeit war sie zwischen 1992 und 1995 Vorsitzende des Wirtschafts- und Finanzausschusses (Comissão de Economia e Finanças). Nach ihrem Ausscheiden aus der Nationalversammlung war sie von 1996 bis 2000 Vize-Ministerin für Planung. 2000 wurde sie für die MPLA wieder Mitglied der Nationalversammlung und gehörte dieser nunmehr bis 2008 an. Zugleich übernahm sie 2001 eine Tätigkeit als Dozentin für Mikroökonomie an den Fakultäten für Recht und Wirtschaft der Katholischen Universität von Angola UCAN (Universidade Católica de Angola), an der sie bis 2006 lehrte. Während dieser Zeit absolvierte sie 2002 selbst dort einen Aufbaustudiengang für Führungskräfte. 2002 wurde sie des Weiteren Mitglied des Zentralkomitees ZK (Comité Central) der MPLA und fungierte zwischen 2006 und 2008 als Vorsitzende des Verwaltungsrates (Conselho de Administração) der Nationalversammlung.
Nachdem Präsident José Eduardo dos Santos am 30. September 2008 António Paulo Kassoma als Nachfolger von Fernando da Piedade Dias dos Santos zum Premierminister ernannt hatte, wurde am 3. Oktober 2008 das neue Kabinett vereidigt. In diesem Kabinett übernahm sie das Amt als Handelsministerin (Ministra do Comércio) Am 5. Februar 2010 wurde das Amt des Premierministers wieder abgeschafft, woraufhin der frühere Premierminister Fernando da Piedade Dias dos Santos das mit einer Verfassungsänderung neu geschaffene Amt des Vizepräsidenten übernahm. Im Zuge der weiteren Kabinettsumbildung wurde sie wiederum als Handelsministerin in die Regierung von Staatspräsident dos Santos übernommen und bekleidete das Amt bis zu den Wahlen zur Nationalversammlung am 31. August 2012.
Bei dieser Wahl wurde Maria Valente wiederum zum Mitglied der Nationalversammlung gewählt und bei den darauf folgenden Wahlen zur Nationalversammlung am 23. bis 26. August 2017 wiedergewählt. In der vierten Legislaturperiode wurde sie Mitglied des Parlamentsausschusses für auswärtigen Beziehungen, internationale Zusammenarbeiten und angolanische Gemeinschaften im Ausland (3.ª Comissão Relações Exteriores, Cooperação Internacional e Comunidades Angolanas no Estrangeiro). Auf dem VIII. Kongress wählte das ZK der MPLA ein aus 101 Personen bestehendes Politbüro, dem sie ebenfalls angehört.

## Veröffentlichungen
- Expectativas e Realidades. Que Futuro, Luanda 2000
- Plano Marshal e sua Aplicabilidade em Angola, FESA Luanda 2000
- Palestra sobre „A Importância das Micro-realizações no contexto Angolano e o papel dos diferentes autores intervenientes na sua execução“, Geproc, Luanda 2001
- Projectos de Microcrédito da Província do Bengo, Banco Sol, Geproc, 2001
- Mecanismos para a promoção das mulheres na política e lugares de direcção, Fundação Fiedrich Ebert, Luanda 2002
- Os direitos dos pobres. Conferencia Africana sobre a feminização da pobreza, Luanda 2002
- A dimensão económica da pobreza, 2002
- Analise comparativa dos custos dos modelos e reassentamento do projecto de reabilitação social Pós–conflito, Geproc, Luanda 2002
- Operacionalização da estratégia de apoio à Reinserção Social. Projecto de reabilitação social Pós–Conflito, Geproc, Luanda 2003
- Programa de extensão e Desenvolvimento Rural (2004–2008), Geproc, Luanda 2004